# Aeroportul Savonlinna
Aeroportul Savonlinna (IATA: SVL, ICAO: EFSA) este un aeroport din Savonlinna, Savonia de Sud, Regional State Administrative Agency for Eastern Finland⁠(d), Finlanda ce deservește zona Savonlinna. Aeroportul a fost tranzitat în 2022 de 3.111 pasageri. A fost deschis în 1974 și numit după zona deservită.
Situat la o altitudine de 95 m, aeroportul dispune de 1 pistă. Este operat de Finavia⁠(d).

## Infrastructură

### Piste
Aeroportul dispune de o singură pistă. Pista 12/30 are suprafața de asfalt și dimensiunile 2.300 m × 45 m. 